# Bassia dasyphylla
Bassia dasyphylla là loài thực vật có hoa thuộc họ Dền. Loài này được (Fisch. & C.A.Mey.) Kuntze mô tả khoa học đầu tiên năm 1891.